# Resident Evil 7: Biohazard
Resident Evil 7: Biohazard is een survival horror-spel ontwikkeld en uitgegeven door Capcom. Het spel werd in januari 2017 wereldwijd uitgebracht voor Windows, PlayStation 4 en Xbox One. De PlayStation 4-versie ondersteunt PlayStation VR. Het spel is het vierentwintigste deel uit de Resident Evil-franchise en het eerste deel uit de hoofdserie dat gespeeld wordt vanuit een eerstepersoonsperspectief. Resident Evil 7 werd aangekondigd tijdens de presentatie van Sony op de E3 in juni 2016.

## Rolverdeling
| Acteur             | Personage        |
| ------------------ | ---------------- |
| Todd Soley         | Ethan Winters    |
| Katie O'Hagan      | Mia Winters      |
| Jack Brand         | Jack Baker       |
| Sara Coates        | Marguerite Baker |
| Jesse Pimentel     | Lucas Baker      |
| Giselle Gilbert    | Zoe Baker        |
| Paula Rhodes       | Jonge Eveline    |
| Pat McNeely        | Oude Eveline     |
| Robert Vestal      | Peter Walken     |
| Christopher Ashman | Andre Stickland  |
| Hari Williams      | David Anderson   |
| Kip Pardue         | Alan Douglas     |
| David Vaughn       | Chris Redfield   |